# 张公镇 (仪陇县)
张公镇，是中华人民共和国四川省南充市仪陇县下辖的一个乡镇级行政单位。

## 行政区划
张公镇下辖以下地区：
张公桥社区、长坪村、金垭村、百锁村、乐安村、玄山村、繁荣村、双庙村、黄连村、跃龙村、大门村、盘龙村、新生村和青春村。